# Colombo (familie)

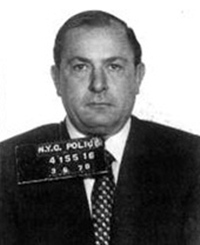
Joseph Colombo

De familie Colombo (ook wel familie Profaci) is een van de "Five Families" die binnen de maffia (of Cosa Nostra) de georganiseerde misdaad domineert in New York. De familie Colombo is ontstaan rond 1928, waarmee het de jongste maffiafamilie van de Five Families is. Joseph Profaci was de oprichter ervan.
Profaci stond tot eind jaren vijftig aan het hoofd van de familie. Na die tijd werden de Colombo's geteisterd door drie interne oorlogen, waarvan de eerste begon toen capo Joe Gallo in opstand kwam tegen Profaci. Deze interne conflicten eindigden rond het begin van de jaren zestig toen Gallo werd gearresteerd en Profaci overleed. Hierna kwam de familie nader tot elkaar onder leiding van Joseph Colombo. In 1971 begon de tweede interne strijd toen Gallo vrijkwam uit de gevangenis en "Joe" Colombo werd neergeschoten. Colomboaanhangers onder leiding van Carmine Persico wonnen het conflict en Gallo werd uit de familie verbannen. Binnen de familie heerste vanaf dat moment zo'n 15 jaar rust onder leiding van Persico en zijn "acting bosses".
In 1991 vond de derde en bloedigste oorlog plaats toen acting boss Victor Orena de macht probeerde over te nemen van Persico, die vastzat. De familie raakte verdeeld in twee kampen: het ene trouw aan Orena, het andere aan Persico. In 1993, toen 12 familieleden waren overleden en Orena in de gevangenis was beland, was Persico min of meer de winnaar. Persico bleef achter met een sterk uitgedunde familie.
In de jaren 2000 werd de familie nog verder verzwakt door de veroordeling van veel leden, van wie velen tegen de familie getuigden. De meeste maffiavolgers geloven dan ook dat de familie Colombo de zwakste is van de Five Families. Carmine Persico was steeds de officiële baas van de familie tot aan zijn dood in 2019 ookal was hij tot 139 jaar gevangenisstraf veroordeeld. Zijn zoon Alphonse Persico is de acting boss, hoewel ook hij vastzit. Carmine Persico behoudt de controle over de familie Colombo door familieleden op cruciale posities binnen de organisatie neer te zetten. Zo zijn er twee neven van Persico "street boss" en (acting) consigliere.